# Xayar

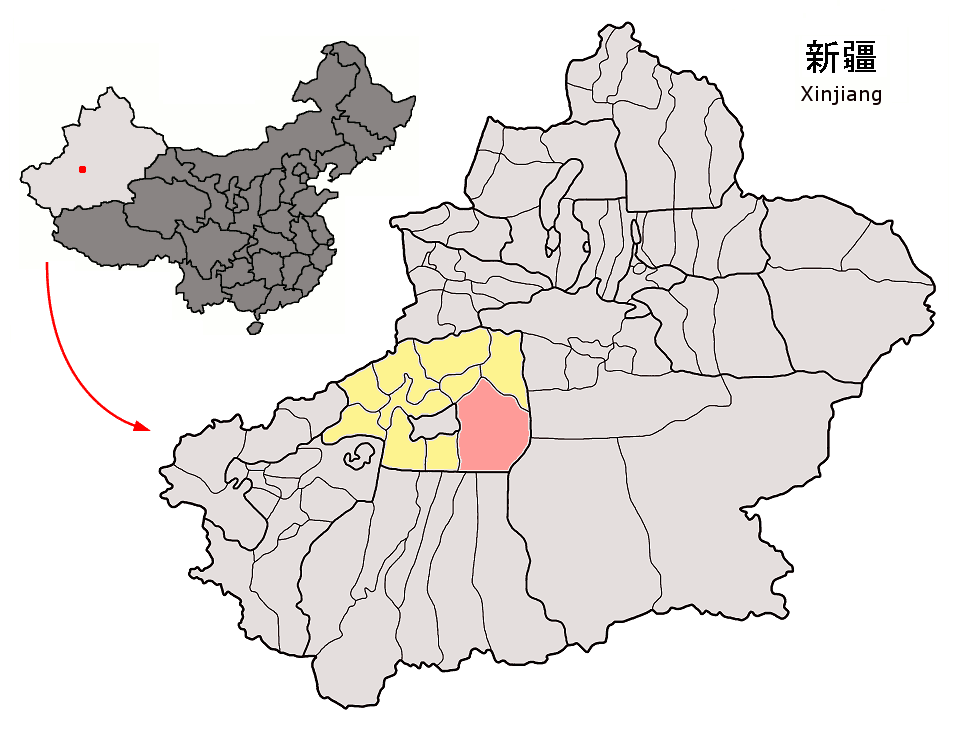
Lage von Xayar/Shayar/Shaya im Regierungsbezirk Aksu von Xinjiang

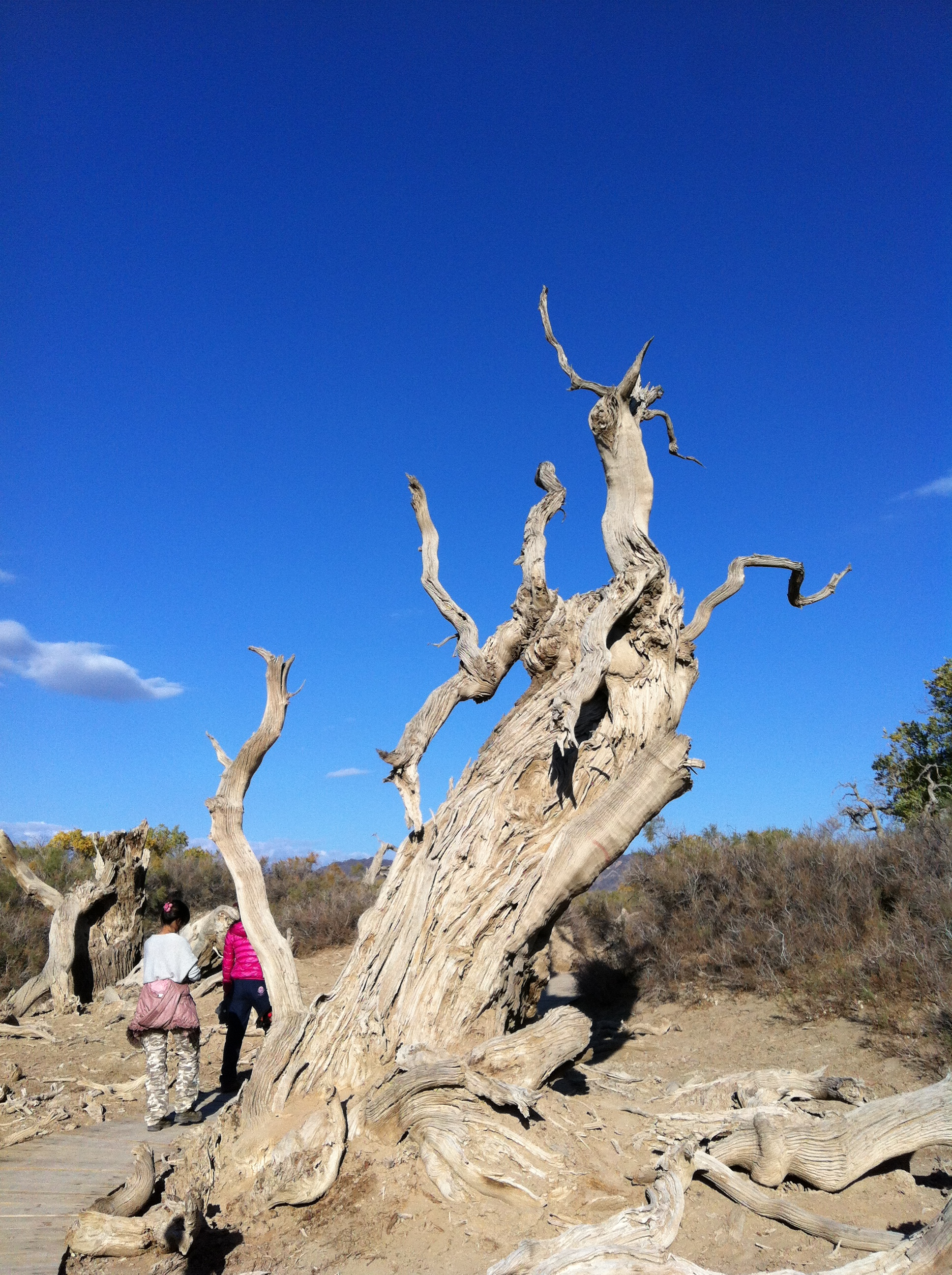
Huyanglin Nature Reserve

Der Kreis Xayar oder Shayar (chinesisch 沙雅县, Pinyin Shāyǎ Xiàn, uigurisch شايار ناھىيىسى Xayar Naⱨiyisi) des Regierungsbezirks Aksu liegt im Uigurischen Autonomen Gebiet Xinjiang der Volksrepublik China. Er hat eine Fläche von 31.887 km² und zählt 257.502 Einwohner (Stand: Zensus 2010). Sein Hauptort ist die Großgemeinde Xayar (沙雅镇).

## Verwaltung
Der Kreis Xayar verwaltet folgende Großgemeinden und Gemeinden:
Großgemeinden (Kleinstädte, 镇 zhèn):
- 沙雅镇 Shayar / Shaya
- 托依堡勒迪镇  Toyboldi / Tuoyibaoledi
- 红旗镇 Qizilbayraq / Hongqi
- 英买里镇 Yéngimehelle / Yingmaili
- 哈德墩镇 Xadadöng / Hadedun
- 古勒巴格镇 Gülbagh / Gulebage
- 海楼镇 Qaylor / Hailou

Gemeinden (乡 xiāng):
- 努尔巴格乡 Nurbagh / Nu'erbage
- 塔里木乡 Tarim / Talimu
- 盖孜库木乡 Gezqum / Gezikumu
- 央塔克协海尔乡 Yantaqsheher / Yangtakexiehai'er